# Pattinaggio di velocità in linea
Il pattinaggio di velocità in linea è uno sport individuale, nel quale si utilizzano i cosiddetti pattini in linea. Essi sono costituiti da una scarpina, in genere costituita da uno scafo in carbonio rivestito da una tomaia fin sotto la caviglia, una piastra ultraleggera (solitamente in lega di alluminio e titanio-magnesio), nella quale attraverso dei perni vengono fissate le ruote.
Nel pattinaggio corsa si è divisi in base al sesso e all'età come nell'atletica. Le tipologie di gara sono svariate ma in parole povere, vince chi arriva primo al traguardo, nel caso di gare di resistenza o brevi distanze in linea, oppure chi impiega minor tempo per compiere una determinata distanza nel caso delle gare a cronometro.

## Tipi di piste
I diversi tipi di piste dove si svolgono generalmente tutte le gare sono due:
- Pista piana
- Pista sopraelevata

La pista piana è una piastra di cemento, linoleum o parquet sul quale può essere disegnato un percorso con uno sviluppo di 80m per le categorie minori e di 100m per le categorie massime (spesso è lo spazio all'interno di una pista sopraelevata di 40x20m che può essere utilizzato come campo per l'hockey a rotelle). La pista piana (in particolar modo) permette la massima espressione ad atleti che portano con loro un bagaglio tecnico molto alto, una spiccata agilità e una buona potenza muscolare, in quanto ricorda molto le gare di short-track su ghiaccio per via delle continue curve che ci si trova ad affrontare date le dimensioni ridotte del tracciato (al contrario dello short-track è tollerato il contatto fisico)
La pista sopraelevata è una pista le cui dimensioni possono spaziare dai 160 ai 200 metri di lunghezza dove le curve presentano un'inclinazione "a parabola" che ricorda quella del velodromo in dimensioni ridotte. Le velocità ottenute su questo tipo di tracciato sono molto alte e l'atleta deve avere oltre ad una tecnica sopraffina, delle doti di resistenza e di velocità notevoli a seconda del tipo di gara per cui è propenso. Un altro fattore molto importante che grava sul risultato della gara è la capacità di interpretazione della gara stessa, ovvero l'abilità dell'atleta di trovarsi "al posto giusto nel momento giusto" in modo da ottenere la massima prestazione con il minor spreco di forze che vanno conservate per il finale della gara.
Le competizioni in pista sopraelevata sono le più spettacolari nel mondo del pattinaggio a rotelle.
Si gareggia in circuiti, nelle strade cittadine o nelle piazze, su pista.
- Gara ad inseguimento
- gara a cronometro
- Gara sprint
- Gara m.1000 formula mondiale
- Gara in linea
- Gara a punti
- Gara a punti ed eliminazione
- Gara ad eliminazione
- Gara a tappe
- Gara a staffetta (Americana)

### Campionati mondiali
| Anno |        | Nazione                                                              | Partecipanti | Oro           | Oro           | Oro           |
| ---- | ------ | -------------------------------------------------------------------- | ------------ | ------------- | ------------- | ------------- |
| 1986 | I      | Adelaide Australia                                                   | *            | /             | /             | /             |
| 1987 | II     | Grenoble Francia                                                     | *            | /             | /             | /             |
| 1988 | III    | Cassano d'Adda Italia                                                | *            | /             | /             | /             |
| 1989 | IV     | Hastings Nuova Zelanda                                               | *            | Australia     | Stati Uniti   | Italia        |
| 1990 | V      | Bello Colombia                                                       | 14           | Italia        | Stati Uniti   | Colombia      |
| 1991 | VI     | Ostenda Belgio                                                       | *            | Stati Uniti   | /             | /             |
| 1992 | VII    | Roma Italia                                                          | *            | Stati Uniti   | Italia        | Australia     |
| 1993 | VIII   | Colorado Springs Stati Uniti                                         | *            | Stati Uniti   | /             | /             |
| 1994 | IX     | Gujan-Mestras Francia                                                | *            | Stati Uniti   | Francia       | Italia        |
| 1995 | X      | Perth Australia                                                      | *            | Stati Uniti   | /             | /             |
| 1996 | XI     | Veneto (pista Scaltenigo VE, strada Padova, maratona Treviso) Italia | *            | Stati Uniti   | /             | /             |
| 1997 | XII    | Mar del Plata Argentina                                              | *            | Stati Uniti   | /             | /             |
| 1998 | XIII   | Pamplona Spagna                                                      | *            | Stati Uniti   | /             | /             |
| 1999 | XIV    | Santiago Cile                                                        | *            | Stati Uniti   | /             | /             |
| 2000 | XV     | Barrancabermeja Colombia                                             | 31           | Colombia      | Stati Uniti   | Cile          |
| 2001 | XVI    | Valence d'Agen Francia                                               | *            | Stati Uniti   | Francia       | Spagna        |
| 2002 | XVII   | Ostenda Belgio                                                       | *            | Colombia      | Italia        | Stati Uniti   |
| 2003 | XVIII  | Barquisimeto Venezuela                                               | *            | Stati Uniti   | Colombia      | Italia        |
| 2004 | XIX    | L'Aquila Italia                                                      | 39           | Colombia      | Italia        | Stati Uniti   |
| 2005 | XX     | Suzhou Cina                                                          | 31           | Colombia      | Stati Uniti   | Italia        |
| 2006 | XXI    | Anyang Corea del Sud                                                 | 46           | Colombia      | Corea del Sud | Nuova Zelanda |
| 2007 | XXII   | Cali Colombia                                                        | 42           | Colombia      | Corea del Sud | Stati Uniti   |
| 2008 | XXIII  | Gijón Spagna                                                         | 57           | Colombia      | Corea del Sud | Stati Uniti   |
| 2009 | XXIV   | Haining Cina                                                         | 42           | Corea del Sud | Colombia      | Taipei cinese |
| 2010 | XXV    | Guarne Colombia                                                      | 34           | Colombia      | Corea del Sud | Stati Uniti   |
| 2011 | XXVI   | Yeosu Corea del Sud                                                  | 37           | Colombia      | Corea del Sud | Taipei cinese |
| 2012 | XXVII  | Ascoli Piceno e San Benedetto del Tronto Italia                      |              | Colombia      | Italia        | Corea del Sud |
| 2013 | XXVIII | Ostenda Belgio                                                       |              | Colombia      | Italia        | Belgio        |
| 2014 | XXIX   | Rosario Argentina                                                    |              | Colombia      | Francia       | Taipei cinese |
| 2015 | XXX    | Kaohsiung Taiwan                                                     |              | Colombia      | Corea del Sud | Francia       |
| 2016 | XXXI   | Nanjing Cina                                                         |              | Colombia      | Francia       | Italia        |